# إنريكي أموريم
إنريكي أموريم (بالإسبانية: Enrique Amorim) (25 يوليو 1900، سالتو في الأوروغواي - 28 يوليو 1960، سالتو في الأوروغواي)؛ مؤلِّف، كاتب مسرحي، كاتب سيناريو، شاعر وروائي.

## روابط خارجية
- إنريكي أموريم على موقع IMDb (الإنجليزية)